# Maqueda
Maqueda est une commune d'Espagne de la province de Tolède dans la communauté autonome de Castille-La Manche.

## Géographie
Située au sein de la communauté autonome Castille-La Manche et la province de Tolède, Maqueda appartient à la comarque de Torrijos. La ville est principalement connue pour son château, le Castillo de la Vela, remarquablement bien conservé.

### Toponymie
Le terme "Maqueda" vient de la racine mkd et du terme arabe Maqqada, signifiant "stable", "ferme", ou "solide".
D'autres spécialistes croient que le nom dérive de la racine kyd et du terme arabe Makîda, signifiant "stratégiquement situé" or "place forte".

## Administration
| Période                                  | Période | Identité | Étiquette | Qualité |
| ---------------------------------------- | ------- | -------- | --------- | ------- |
|                                          |         |          |           |         |
| Les données manquantes sont à compléter. |         |          |           |         |

## Culture
Le château de la Vela, forteresse maure située dans les faubourgs sud de la ville.